# Testudinella triangularis
Testudinella triangularis är en hjuldjursart som beskrevs av Myers 1934. Testudinella triangularis ingår i släktet Testudinella och familjen Testudinellidae. Inga underarter finns listade i Catalogue of Life.